# Saint-Forgeux
Saint-Forgeux ist eine französische Gemeinde mit 1538 Einwohnern (Stand 1. Januar 2022) im Département Rhône in der Region Auvergne-Rhône-Alpes. Sie gehört zum Arrondissement Villefranche-sur-Saône und zum Kanton Tarare.

## Bevölkerungsentwicklung
| Jahr                       | 1962 | 1968 | 1975 | 1982 | 1990 | 1999 | 2007 |
| Einwohner                  | 897  | 906  | 970  | 1092 | 1232 | 1351 | 1358 |
| Quellen: Cassini und INSEE |      |      |      |      |      |      |      |

## Sehenswürdigkeiten
- Résidence d’Albon
- Kapelle der Familie Albon auf dem Friedhof